# More Than a Married Couple, But Not Lovers
More Than a Married Couple, But Not Lovers (яп. 夫婦以上、恋人未満。 Фу:фу идзё:, койбито миман, «Больше чем пара, меньше чем любовники»), также кратко Fukoi (яп. ふうこい Фу:кой) — манга, написанная и проиллюстрированная Юки Канамару. Публикуется в журнале Young Ace издательства Kadokawa Shoten с марта 2018 года и по состоянию на март 2025 года издана в тринадцати томах-танкобонах. Манга адаптирована студией Studio Mother в формат аниме-сериала, трансляция которого проходила с октября по декабрь 2022 года.

## Сюжет
Старшеклассник Дзиро Якуин — интроверт, предпочитающий быть сам по себе и играть в видеоигры, чем взаимодействовать с другими людьми. Он влюблён в свою подругу детства Сиори Сакурадзаку, однако из-за спецкурса наблюдения за парами (яп. 夫婦実習 Фу:фу дзиссю:), который внедрила их школа, он вынужден работать в паре с гяру Акари Ватанабэ. В рамках данного курса ученики развивают социальные навыки взаимодействия с партнёром так, как если бы они были женатой парой; при этом их очень пристрастно оценивают по тому, насколько хорошо они работают вместе. Акари поначалу считает Дзиро отталкивающим и предпочла бы стать партнёршей популярного школьного идола Минами Тэндзина. Узнав, что если они наберут достаточно количество баллов, то смогут поменять партнёров, Дзиро и Акари соглашаются отложить в сторону свои разногласия и работать вместе.
По мере развития сюжета Дзиро и Акари обнаруживают, что вследствие притворных взаимоотношений у них развиваются более глубокие чувства друг к другу, что приводит к путанице между ними, так как каждый из них пытается разобраться, какие чувства настоящие, а какие нет. К неразберихе добавляется Сиори, которая, как выясняется, тоже влюблена в Дзиро. Осложнения достигают критической точки, когда Минами тактично отвергает признание Акари и помогает ей в конце концов понять, что она действительно влюблена в Дзиро. Теперь, когда обе девушки стремятся заполучить Дзиро себе, сам Дзиро изо всех сил пытается решить, внимания какой девушки он должен в конечном итоге добиться.

## Персонажи
Акари Ватанабэ (яп. 渡辺 星 Ватанабэ Акари) — гяру, ставшая партнёршей Дзиро. За внешностью экстравертной и уверенной в себе Акари скрывается очень милая, застенчивая и добрая по отношению к своим друзьям и близким девушка. Её цель — в рамках курса стать партнёршей Минами Тэндзина и она сделает всё для достижения своей цели, даже если ей придётся сыграть вместе с Дзиро роль молодожёнов.Однако по мере развития сюжета она утрачивает свой романтический интерес к Минами и по-настоящему влюбляется в Дзиро. Теперь её новая цель — стать настоящей партнёршей Дзиро; она изо всех сил пытается разобраться со своими чувствами, а также справиться с неуверенностью самого Дзиро.
Сэйю: Саори Ониси
Дзиро Якуин (яп. 薬院 次郎 Якуин Дзиро:) — главный герой, ставший партнёром Акари на спецкурсе наблюдения за парами. Неуклюжий интроверт, имеющий проблемы с самооценкой, однако очень добрый и трудолюбивый парень. Его главная цель — в рамках курса стать партнёром своей подруги детства Сиори и, как Акари, он сделает всё для достижения своей цели. Несмотря на свои чувства к Сиори, Дзиро вскоре обнаруживает, что испытывает более глубокие чувства к Акари и ему всё труднее и труднее расставаться с ней.
Сэйю: Сэйитиро Ямасита
Сиори Сакурадзака (яп. 桜坂 詩織 Сакурадзака Сиори) — подруга детства и любовный интерес Дзиро. Застенчивая и добрая девушка. Сиори стала партнёршей Минами на спецкурсе наблюдения за парами и испытывает взаимные чувства к Дзиро. Надеется заработать достаточно количество баллов, чтобы в конечном итоге поменять партнёра.
Сэйю: Саки Миясита
Минами Тэндзин (яп. 天神 岬波 Тэндзин Минами) — популярный и всеми любимый школьный идол, объект привязанности практически каждой девушки, в том числе Акари, которая надеется стать его партнёршей по спецкурсу наблюдения за парами, однако в силу обстоятельств Минами стал партнёром Сиори. Во время школьной поездки Акари признаётся ему в своих чувствах, однако он мягко отвергает её, раскрыв свою тайну: в прошлом у него были безответные чувства к женщине. Женщина по имени Нодзоми была его репетитором, которая вышла замуж за старшего брата Минами. Благодаря этому разговору Минами помогает Акари понять, что теперь она любит Дзиро, и желает Акари удачи в попытках завоевать сердце Дзиро.
Сэйю: Тосики Масуда
Садахару Камо (яп. 加茂 貞春 Камо Садахару) — лучший друг Дзиро в старшей школе, единственный человек, которому Дзиро открылся, несмотря на свой замкнутый характер. Как и Дзиро, Садахару также не везёт с девушками и, чтобы они не cмогли ранить его чувства, он отдаёт предпочтение «двумерным» девушкам, а не реальным. Несмотря на это, Садахару в глубине души хороший человек и сделает всё возможное, чтобы помочь своему другу выйти из затруднительного положения.
Сэйю: Сё Ногами
Сати Такамия (яп. 高宮 サチ Такамия Сати) — одна из лучших подруг Акари, общительная и самоуверенная девушка: она умнее, чем кажется на первый взгляд. Обычно держится рядом с Нацуми; обе девушки помогают Акари и дают ей ценные жизненные советы.
Сэйю: Минами Такахаси
Нацуми Охаси (яп. 大橋 ナツミ О:хаси Нацуми) — одна из лучших подруг Акари, немного легкомысленная, но добродушная девушка. Обычно держится рядом с Сати; обе девушки помогают Акари и дают ей ценные жизненные советы.
Сэйю: Адзуми Ваки
Сю Тэрафунэ (яп. 寺船 周 Тэрафунэ Сю:) — старшеклассник, который дружит с Минами и влюблён в Акари. Он ненавидит Дзиро за его нерешительность по отношению к Акари, несмотря на то, что она играет роль жены Дзиро, и заявляет, что будет бороться за любовь Акари и отнимет её у Дзиро.
Сэйю: Сюити Утида
Мэй Хамано (яп. 浜野 めい Хамано Мэй) — лучшая подруга Сиори. Добрая и всех поддерживающая девушка, но также жёсткая и справедливая, когда это необходимо. Призывает Сиори бороться за любовь Дзиро, несмотря на то, что он был партнёром Акари. Как и Сю, она считает нерешительность Дзиро не приносящим пользы и порой настойчиво призывает Дзиро бороться за свои устремления.
Сэйю: Юй Огура

## Медиа

### Манга
More Than a Married Couple, But Not Lovers, написанная и проиллюстрированная Юки Канамару, публикуется со 2 марта 2018 года в журнале сэйнэн-манги Young Ace издательства Kadokawa Shoten. По данным на март 2025 года главы манги были скомпонованы в тринадцать томов-танкобонов. В марте 2025 года стало известно о завершении манги на четырнадцатом томе.
В июле 2023 года американское издательство Udon Entertainment объявило о приобретении лицензии на публикацию манги на английском языке.

#### Список томов
| №  | Дата публикации     | ISBN                                               |
| -- | ------------------- | -------------------------------------------------- |
| 01 | 26 октября 2018 г.  | ISBN 978-4-0410-7484-8                             |
| 02 | 25 марта 2019 г.    | ISBN 978-4-0410-8019-1                             |
| 03 | 25 сентября 2019 г. | ISBN 978-4-0410-8590-5                             |
| 04 | 3 апреля 2020 г.    | ISBN 978-4-0410-9101-2                             |
| 05 | 4 ноября 2020 г.    | ISBN 978-4-0411-0704-1                             |
| 06 | 4 июня 2021 г.      | ISBN 978-4-0411-1364-6                             |
| 07 | 3 декабря 2021 г.   | ISBN 978-4-0411-2113-9                             |
| 08 | 2 мая 2022 г.       | ISBN 978-4-0411-2483-3                             |
| 09 | 4 октября 2022 г.   | ISBN 978-4-0411-2962-3                             |
| 10 | 2 мая 2023 г.       | ISBN 978-4-0411-3390-3 ISBN 978-4-0411-3389-7 (СИ) |
| 11 | 4 декабря 2023 г.   | ISBN 978-4-0411-4240-0                             |
| 12 | 4 июня 2024 г.      | ISBN 978-4-0411-4995-9                             |
| 13 | 4 марта 2025 г.     | ISBN 978-4-0411-5933-0                             |

### Аниме
Об аниме-адаптации манги было объявлено 22 ноября 2021 года. Позднее было объявлено о том, что манга была адаптирована в формат аниме-сериала, производством которого занялась Studio Mother. Режиссёром аниме-сериала выступил Дзюнъити Ямамото, главным режиссёром — Такао Като, сценаристом — Нарухиса Аракава, дизайнером персонажей — Тидзуру Кобаяси, а композитором — Юри Хабука. Сериал транслировался с 9 октября по 25 декабря 2022 года на AT-X, Tokyo MX и других телеканалах. Открывающая музыкальная тема аниме-сериала — «TRUE FOOL LOVE» певицы Лию, закрывающая — «Stuck on You» певицы Nowlu. В Южной и Юго-Восточной Азии аниме-сериал лицензирован компанией Medialink и транслируется посредством YouTube-канала Ani-One. За пределами Азии лицензиатом аниме-сериала стал сервис Crunchyroll.

#### Список серий
| №  | Название | Режиссёр         | Премьера в Японии  |
| -- | --- | ---------------- | ------------------ |
| 01 | Больше чем соседи, меньше чем супруги. «До:кё идзё:, до:сэй миман.» (同居以上、同棲未満。)                      | Дзюнъити Ямамото | 9 октября 2022 г.  |
| 02 | Больше чем фантазия, меньше чем реальность. «Мо:со: идзё:, гэндзицу миман.» (妄想以上、現実未満。)              | Хироаки Мацусима | 16 октября 2022 г. |
| 03 | Больше чем катастрофа, меньше чем примирение. «Хакёку идзё:, фукуэн миман.» (破局以上、復縁未満。)              | Хидэки Хиросима  | 23 октября 2022 г. |
| 04 | Больше чем герой, меньше чем протагонист. «Ю:ся идзё:, сюдзинко: миман.» (勇者以上、主人公未満。)               | Нацуми Утинуми   | 30 октября 2022 г. |
| 05 | Больше чем кровь из носа, меньше чем поцелуй. «Ханадзи идзё:, кису миман.» (鼻血以上、キス未満。)               | Такао Като       | 6 ноября 2022 г.   |
| 06 | Больше чем девственник, меньше чем девственница. «До:тэй идзё:, сёдзё миман.» (童貞以上、処女未満。)            | Хироаки Мацусима | 13 ноября 2022 г.  |
| 07 | Больше чем фейерверк, меньше чем объятия. «Ханаби идзё:, хо:ё: миман.» (花火以上、抱擁未満。)                   | Нацуми Утинума   | 20 ноября 2022 г.  |
| 08 | Больше чем мольба, меньше чем облегчение. «Айган идзё:, ансин миман.» (哀願以上、安心未満。)                    | Нацуми Утинума   | 27 ноября 2022 г.  |
| 09 | Больше чем дружба детства, меньше чем отношения. «Осананадзими идзё:, хонмэй миман.» (幼なじみ以上、本命未満。) | Хидэки Хиросима  | 4 декабря 2022 г.  |
| 10 | Больше чем already, меньше чем yet. «О:рурэди идзё:, йэтто миман.» (already以上、yet未満。)                     | Хидэки Хиросима  | 11 декабря 2022 г. |
| 11 | Больше чем признание, меньше чем безответная любовь. «Кокухаку идзё:, сицурэн миман.» (告白以上、失恋未満。)    | Хироаки Мацусима | 18 декабря 2022 г. |
| 12 | Больше не меньше чем любовь. «Идзё:, рэнъай миман.» (以上、恋愛未満。)                                          | Масато Такэути   | 25 декабря 2022 г. |

## Приём
В 2020 году манга была номинирована на премию Next Manga Award в категории «Лучшая печатная манга», однако по итогам голосования не попала в шорт-лист номинантов, состоящий из 20 работ.
К сентябрю 2022 года общий тираж манги составил 800 тысяч проданных копий.